# Txabanov
Txabanov - Чабанов (rus) - és un khútor, un poble, de la República d'Adiguèsia, a Rússia. Es troba a 19 km al sud-est de Ponejukai i a 48 km al nord-oest de Maikop, la capital de la república.
Pertany al municipi de Gabukai.